# Centrum léčivých rostlin Lékařské fakulty Masarykovy univerzity

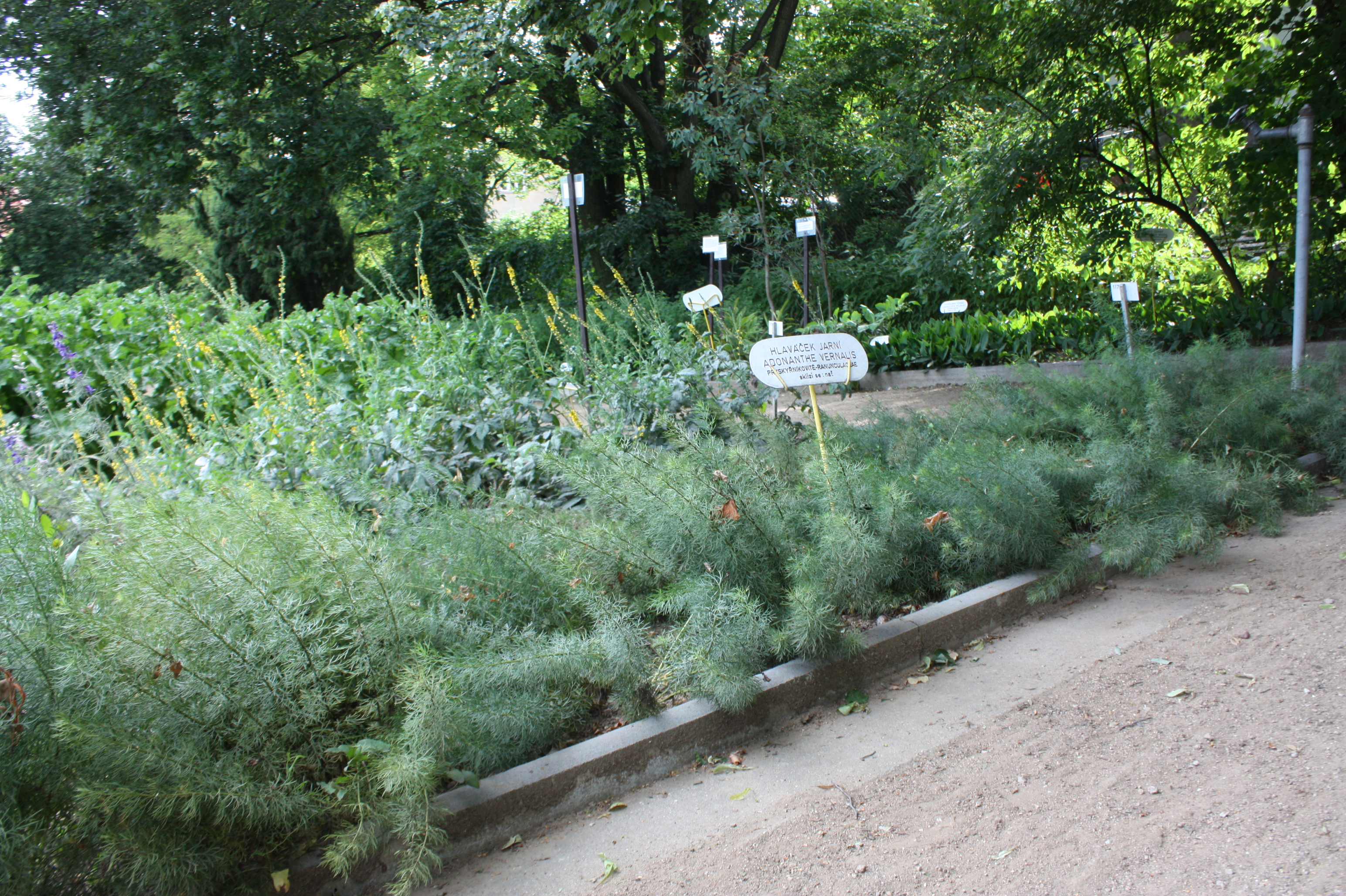
Centrum léčivých rostlin Lékařské fakulty Masarykovy univerzity

Centrum léčivých rostlin Lékařské fakulty Masarykovy univerzity se nachází v Brně mezi ulicemi Kraví hora a Údolní, nedaleko náměstí Míru. Název botanické zahrady byl v 50. letech Botanická zahrada léčivých rostlin lékařské fakulty Univerzity Jana Evangelisty Purkyně. Pozemek se nachází na jižním svahu Kraví hory, vedle plaveckého bazénu.
Sbírky rostlin zabíraly v roce 1955 plochu 1 200 m². Na ploše asi 1 ha je pěstováno přes 800 druhů a kultivarů rostlin. Odborníky je oceňována sbírka čeledi makovitých (Papaveraceae).

## Historie

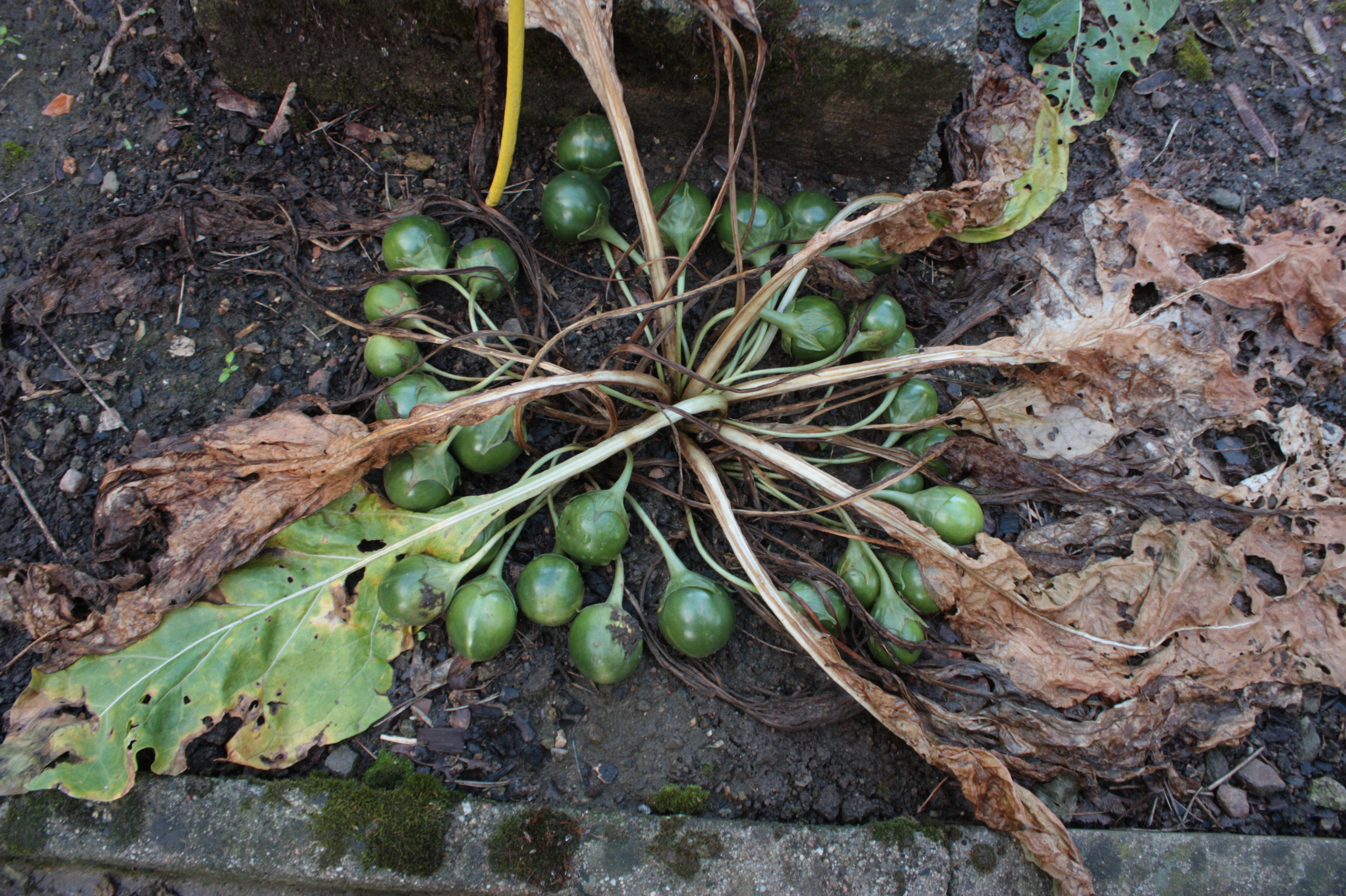
Plody mandragory (Mandragora officinarum)

Botanická zahrada léčivých rostlin vznikla jako první svého druhu v roce 1952 pro potřeby praktické výuky posluchačů farmaceutiky. Po přemístění brněnské farmaceutické fakulty do Bratislavy se zahrada stala detašovaným pracovištěm bratislavské fakulty a až v roce[kdy?] byla přičleněna znovu k brněnské univerzitě.
Významná je spolupráce s biochemickým ústavem při řešení úkolu Výzkumu alkaloidů rostlin čeledi makovitých. Výzkumnému týmu se podařilo izolovat více než 35 nových alkaloidů.

## Účel
Zahrada je určena pro edukativní a výzkumnou činnost.

## Přístupnost
Vstup do zahrady mimo vegetační období je možný jen pro předem dohodnuté exkurze. Pro veřejnost je zahrada přístupná od května do září a v době výstav.